# Velez Rezső
Velez Rezső (Komárom, 1887. augusztus 31. – Budapest, 1971. május 15.) magyar sportlövő.

## Élete
A Budapesti Műszaki Egyetemen végzett. Sportlövészetben indult az 1912-es stockholmi olimpián, helyezést ekkor még nem ért el. Az 1924-es párizsi olimpián hatodik lett a futószarvas csapatversenyben (ma futócéllövészetnek hívják).